# لئو پورتنوف
لئو پورتنوف (انگلیسی: Leo Portnoff; ۱ ژانویهٔ ۱۸۷۵ – ۸ نوامبر ۱۹۴۰) آهنگساز، و آموزگار اهل اوکراین بود.